# Giovanni Ottavio Bufalini
Giovanni Ottavio Bufalini (Città di Castello, 17 gennaio 1709 – Montesicuro, 3 agosto 1782) è stato un cardinale e arcivescovo cattolico italiano.

## Biografia
Giovanni Ottavio Bufalini era il terzo figlio del marchese Filippo Bufalini e della marchesa Anna Maria Sorbelli. Studiò a Modena al Collegio dei Nobili di San Carlo e poi all'Università di Macerata, ove il 5 gennaio 1740 ottenne la laurea in utroque iure.
Si recò in Spagna al seguito del cardinale Silvio Valenti Gonzaga. Al ritorno a Roma, incominciò la carriera ecclesiastica, come referendario del Supremo Tribunale della Segnatura Apostolica. Ebbe poi vari incarichi amministrativi, fra cui quelli di governatore di Benevento e di Loreto, fu chierico della Camera Apostolica, presidente della Zecca e precettore generale dell'Ospedale di Santo Spirito in Sassia a Roma.
Fu ordinato sacerdote il 17 novembre 1754 e nello stesso anno nominato arcivescovo titolare di Calcedonia e consacrato vescovo il 21 dicembre dal cardinale Joaquín Fernández de Portocarrero. Lo stesso giorno fu nominato nunzio apostolico in Svizzera.
Papa Clemente XIII lo elevò al rango di cardinale nel concistoro del 21 luglio 1766 e il 6 agosto dello stesso anno ricevette il titolo di Santa Maria degli Angeli.
Il 1º dicembre 1766 fu nominato arcivescovo, titolo personale, di Ancona, carica che mantenne fino alla sua morte. Oltre che dei problemi religiosi, si occupò anche dello sviluppo economico della città, che era fra le più fiorenti degli Stati Pontifici.
Partecipò al conclave del 1769, che elesse papa Clemente XIV e al conclave del 1774-1775, che elesse papa Pio VI.
Nel 1779 celebrò un sinodo diocesano e nel 1782 ospitò ad Ancona la visita di papa Pio VI. Sebbene temesse gli scambi culturali con gli eretici e gli ebrei, incoraggiò l'istruzione aprendo il seminario anche ai laici.
Morì a Montesicuro all'età di 73 anni e fu sepolto nella cattedrale di Ancona.

## Genealogia episcopale
La genealogia episcopale è:
- Cardinale Sigismund von Kollonitz
- Cardinale Mihály Frigyes von Althann
- Cardinale Juan Álvaro Cienfuegos Villazón, S.I.
- Cardinale Joaquín Fernández de Portocarrero
- Cardinale Giovanni Ottavio Bufalini

## Curiosità
La Scuola Operaia G. O. Bufalini di Città di Castello non è intitolata al cardinale, come erroneamente si crede, ma all'omonimo marchese Giovanni Ottavio Bufalini, nato a Città di Castello l'11 luglio 1847.